# Motorni vlak
Motorni vlak podskup je željezničkih vozila koja se kreću po tračnicama. Sastavljen je od jedne ili više pogonskih i/ili nepogonskih jedinica, a koristi se isključivo kao putnički, a nikada kao teretni. Iznimka su posebni vlakovi za prijevoz pošte, koji prometuju kao TGV la poste.
Motorni vlak obično je pogonjen na dizel ili električni pogon. Pogonski motori mogu biti u jednoj pogonskoj jedinici, dvije jedinice (na čelu i začelju) ili raspoređeni uzduž jedinica.
Motorni vlak ekonomičniji je i fleksibilniji u odnosu na kompoziciju od jedne lokomotive ili više njih i putničkih vagona. Tako je povećana iskoristivost prostora i atraktivnost putovanja.

## Podjela motornih vlakova
Motorni vlakovi dijele se prema tipu pogona na:
- DMV – dizelskomotorni vlak,
- EMV – elektromotorni vlak.

DMV vlakovi dalje se dijele po načinu prijenosa snage na:
- hidraulične – snaga se od motora na kotače prenosi hidrauličnim načinom,
- mehaničke – snaga se od motora na kotače prenosi na mehanički način,
- dizelsko-električne – snaga se od motora (koji ustvari predstavlja električni generator) prenosi na kotače uz pomoć električne struje.

## Spajanje u garniture
Radi povećanja kapaciteta moguće je dva vlaka ili više njih spojiti u garnituru vlaka (najčešće ne više od njih četiri), koja putuje zajedno dio puta ili cijeli put. Pritom je i dalje potreban samo jedan strojovođa, koji se nalazi u prvom vlaku. Ostali spojeni vlak(ovi) je/su upravljan(i) centralno preko daljinskog upravljanja (bežično ili preko žice korištenjem električne struje). Budući da je konstrukcija upravljačnica na svakoj strani vlaka, i dalje je moguće brzo okretanje smjera na zadnjoj stanici, jer su upravljačnice i dalje s prednje/zadnje strane vlaka.

## Vlak velikih brzina
Posebna je kategorija vlak velikih brzina, koji obično vozi preko minimalno 200 km/h u redovitom linijskom prometu na posebno građenoj pruzi prilagođenoj velikim brzinama. Vlakovi velikih brzina obično su pogonjeni električnom vučom, povremeno Dieselovim pogonom. Moraju poštovati vrlo stroge sigurnosne standarde. Pruge kojima prometuju većim su dijelom specijalizirane, sa signalima koji stanje javljaju direktno strojovođi u kabini. Neki imaju čak toliko razvijen sustav upravljanja da računalo upravlja i samo automatski određuje brzinu, a strojovođa samo nadzire ispravan rad sustava. Ti vlakovi mogu prometovati i na klasičnim prugama, ali onda moraju poštovati ograničenja brzine i klasičnu signalizaciju.

## "Push-pull" vlakovi
Jako rijetko vlakovi velikih brzina imaju lokomotivu. U tom se slučaju obično koriste kao "push-pull" vlakovi, tj. imaju lokomotivu na jednom kraju, a na drugom imaju posebnu vagon-upravljačnicu, čije se komande (obično električnim putem) prenose lokomotivi. Taj se sastav odabire kako bi se izbjeglo mijenjanje lokomotive u krajnjim kolodvorima, i time se može ubrzati promjena pravca i interval vožnje. Takav sustav i nije pravi motorni vlak u doslovnom smislu.

## "Nagibni" vlak
Radi udobnosti putnika na zavojitim prugama moderni motorni vlakovi većinom se izrađuju kao nagibni vlakovi.

## Vanjske poveznice
- Motorni vlak Hrvatska tehnička enciklopedija, portal hrvatske tehničke baštine. LZMK